# 乌美溴铵
乌美溴铵（INN：umeclidinium bromide；商品名：Incruse Ellipta），或译芜地溴铵，是一种长效毒蕈碱拮抗剂，被批准用于慢性阻塞性肺病（COPD）的维持治疗。它还被批准与维兰特罗（乌美溴铵/维兰特罗）联合用于该适应症以及作为糠酸氟替卡松/乌美溴铵/维兰特罗的三重疗法组合。
它被列入世界卫生组织的基本药物清单。2020年，它是美国第245位最常用处方药物，处方数量超过100万张。